# Coleophora cinerea
Coleophora cinerea is een vlinder uit de familie kokermotten (Coleophoridae). De wetenschappelijke naam is voor het eerst geldig gepubliceerd in 1953 door Toll.
De soort komt voor in Europa.